# Глиняна (зупинний пункт)
Гли́няна — залізничний зупинний пункт Знам'янської дирекції Одеської залізниці.
Розташований у селі Новоглиняне Добровеличківського району Кіровоградської області на лінії Підгородна — Помічна між станціями Бандурка (19 км) та Бешкетове (9 км).
Станом на 2022 року щодня дві пари приміських потягів прямують за напрямком Помічна — Подільськ.  [Архівовано 15 січня 2022 у Wayback Machine.]